# Прокопий II (патриарх Иерусалимский)
Патриа́рх Проко́пий ІІ (греч. Πατριάρχης Προκόπιος Β΄; ум. 1880) — епископ Иерусалимской православной церкви, Патриарх Иерусалимский и всей Палестины.

## Биография
7 ноября 1872 года Иерусалимский Патриарх Кирилл II, отказавшийся признавать Болгарский экзархат схизмой, был отрешён от должности и 14 декабря 1872 года митрополит Петрский Прокопий был избран патриаршим местоблюстителем, а 28 декабря — Патриархом Иерусалимским. Турецкие власти официально признали его, выдав берат через месяц после его интронизации.
Недолгое патриаршество Прокопия прошло под знаком внутренних церковных неурядиц. Местные арабы очень ценили его предшественника Кирилла II за его архипастырские труды, и поэтому отказались признать законность избрания Прокопия, требуя возвращения на патриарший престол его предшественника. Не пришёлся по душе патриарх-фанариот и России.
10 марта 1875 года по требованию арабской паствы ушёл на покой, несмотря на протест Константинопольского Патриарха. Скончался в 1880 году.